# Nyctibora fictor
Nyctibora fictor är en kackerlacksart som beskrevs av Rehn, J. A. G. 1928. Nyctibora fictor ingår i släktet Nyctibora och familjen småkackerlackor. Inga underarter finns listade i Catalogue of Life.